# Temagami
Temagami (ang. Municipality of Temagami) – gmina w Kanadzie, w prowincji Ontario, w dystrykcie Nipissing.
Powierzchnia Temagami to 1906,42 km². Według danych spisu powszechnego z roku 2001 Temagami liczy 893 mieszkańców (0,47 os./km²).

## Transport

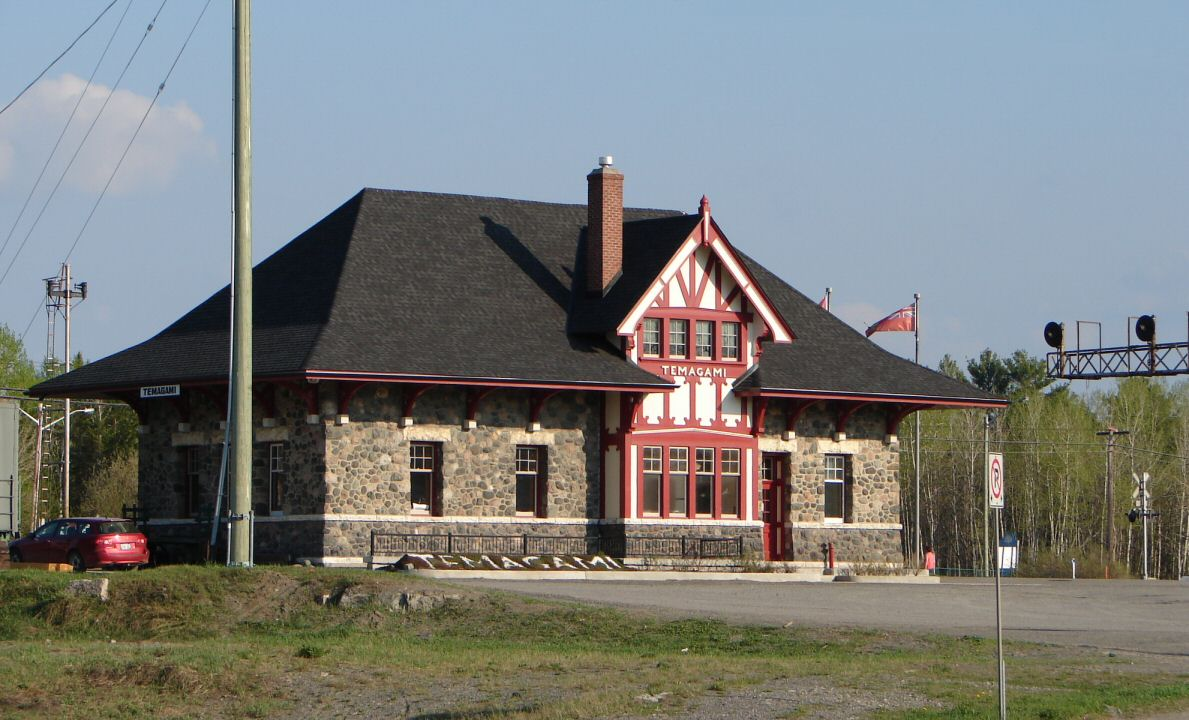
Stacja kolejowa w Temagami, zbudowana w 1907, po dwóch pożarach odrestaurowana w 1996

Temagami położone jest na linii kolejowej z North Bay do Cochrane. Miejscową stację kolejową wybudowano w 1907 roku. Budynek następnie wyremontowano w latach 40. W 1976 roku ucierpiał w pożarze; został odrestaurowany w 1996 roku. W przeszłości w Temagami zatrzymywały się dalekobieżne pociągi: Northlander z Toronto do Cochrane oraz sezonowy Dream Catcher. Ich kursowanie zostało zawieszone w 2012 roku.
Od 2020 roku trwają prace nad przywróceniem połączeń pasażerskich, w tym do Temagami. Planowane uruchomienie pociągów nastąpi w 2026 roku.